# Friedenskirche (Aegidienberg)

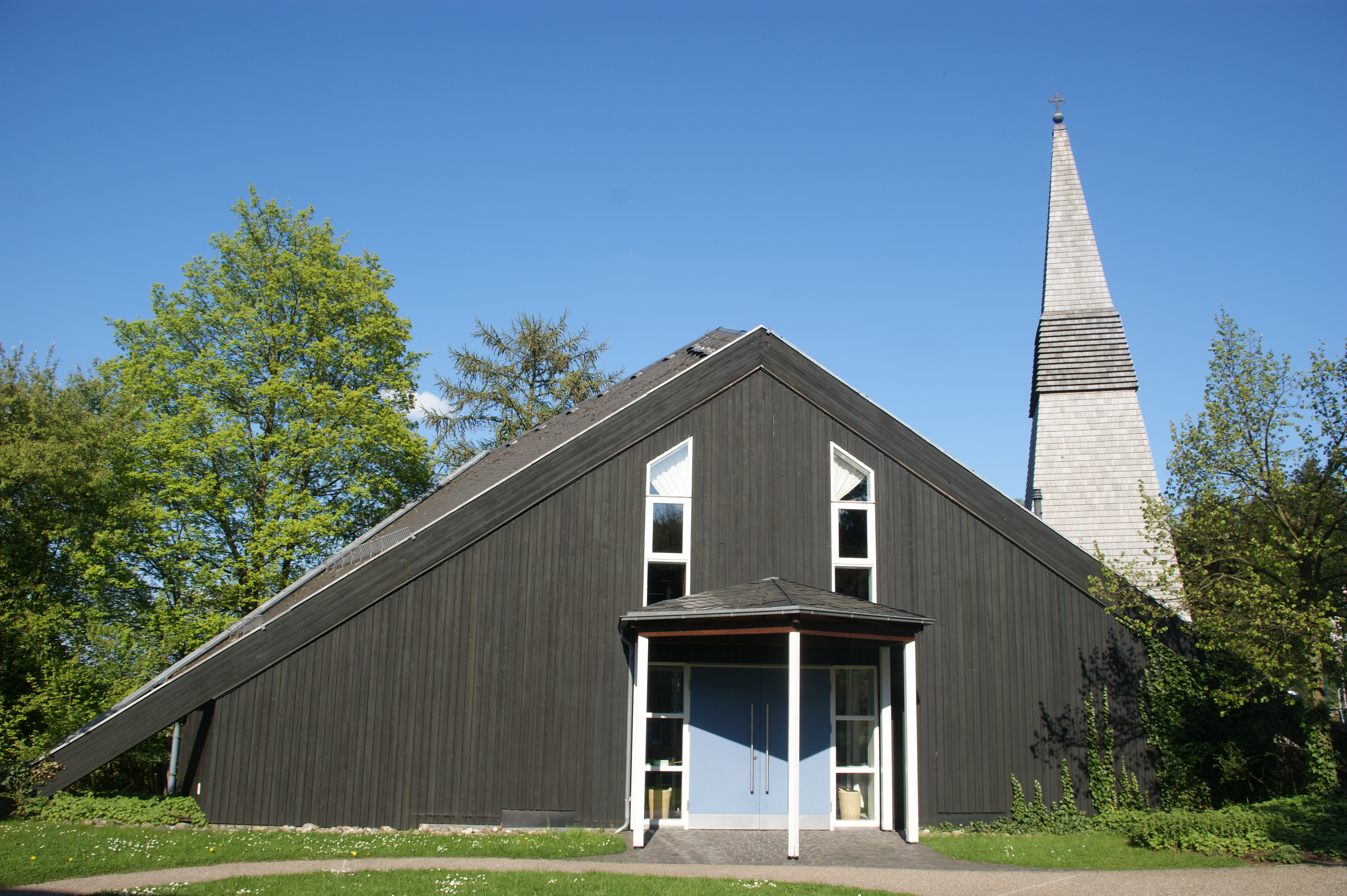
Evangelische Kirche Aegidienberg (2009)

Die evangelische Friedenskirche in Aegidienberg, einem Stadtbezirk von Bad Honnef im nordrhein-westfälischen Rhein-Sieg-Kreis, wurde 1960/61 als Zeltkirche errichtet und 1980 mit einem Glockenturm ausgestattet. Sie liegt im Kirchdorf Aegidienberg an der Friedensstraße, Ecke Auf dem Romert, und grenzt an den städtischen Friedhof an. Sie gehört – neben der Auferstehungskirche in Ittenbach, der Otto-Bartning-Notkirche in Oberpleis, der Evangelischen Kirche Stieldorf und dem Gemeindehaus in Birlinghoven – zu den fünf Predigtstätten der Kirchengemeinde Siebengebirge im Kirchenkreis Bad Godesberg-Voreifel der Evangelischen Kirche im Rheinland.

## Geschichte
Die Notwendigkeit zum Bau einer evangelischen Kirche in Aegidienberg ergab sich insbesondere durch den Bevölkerungszuwachs in Folge der Vertreibungen nach dem Zweiten Weltkrieg sowie der Wahl der nahegelegenen Stadt Bonn zum Regierungssitz der Bundesrepublik Deutschland (1949), der zu einem sprunghaften Anwachsen der Anzahl evangelischer Christen – von einer Person im Jahre 1905 zu 145 im Jahre 1946 – in der zuvor nahezu ausnahmslos katholisch geprägten Gemeinde führte. Eine erste seelsorgerische Betreuung der evangelischen Gläubigen in Aegidienberg erfolgte ab 1933 durch den Pfarrer der evangelischen Kirchengemeinde in Königswinter, wobei die Gottesdienste bei einer durchschnittlichen Beteiligung von etwa 25 Gemeindemitgliedern in einem Saal der alten Aegidienberger Schule stattfanden. Die letzten Gottesdienste fanden dort Ende 1939 statt. Das Scheitern des geplanten Baus einer eigenen Kapelle führte 1940 zum Erliegen des evangelischen Gemeindelebens. Erst ab 1948 wurden dann wieder mit zunehmender Regelmäßigkeit in der Kapelle des katholischen Klosters St. Josef in Aegidienberg evangelische Gottesdienste abgehalten. 1957 stellte der erstmals in das Presbyterium Königswinter gewählte Vertreter Aegidienbergs den Antrag zum Bau eines eigenen Kirchengebäudes. Bewilligt wurde er 1959, nachdem die Anzahl der evangelischen Gemeindemitglieder auf 355 angewachsen war.:155
Die Wahl für den Standort der Kirche fiel bereits frühzeitig auf das am Rande des Kirchdorfs von Aegidienberg gelegene Grundstück „Im Romert“. Auf einer Ausstellung von Kleinkirchen in Düsseldorf wurde durch das Presbyterium ein Modell des Stuttgarter Architekten Wilfried Pfefferkorn ausgewählt, das im Rahmen eines Wettbewerbs für versetzbare Kleinkirchen prämiert worden war. Die Möglichkeit eines späteren Wiederabbaus der Kirche war bei diesem Modell über die verwendeten Materialien vorgesehen. Im Juni 1959 begannen die Verhandlungen zur Finanzierung des Neubaus zwischen Landeskirchenamt, Kreissynode und evangelischer Kirchengemeinde.:156 Die Grundsteinlegung erfolgte am 29. Oktober 1960:157; bereits nach einer Bauzeit von drei Monaten konnte die Kirche am 4. Februar 1961 eingeweiht und offiziell in „Friedenskirche“ benannt werden. Zu den anlässlich der Kirchweihe eingegangenen Geschenken gehörte eine Kanzelbibel des seinerzeitigen Bundestagspräsidenten Eugen Gerstenmaier.:158 Der Kirchenbau nahm laut Endabrechnung Kosten von 118.000 DM in Anspruch.:156
1966 wurde ein neben der Kirche neu errichtetes Gemeindehaus eingeweiht. 1967 fand ein Austausch der bisherigen Kirchenfenster statt, die durch 71 farbige Kathedralglasscheiben ersetzt wurden. Am 1. April 1974 schied die Evangelische Kirchengemeinde Aegidienberg als selbstständige Körperschaft des öffentlichen Rechts aus dem pfarramtlichen Verbund mit der Evangelischen Kirchengemeinde Königswinter aus. 1980 wurde die Friedenskirche bei Kosten von 92.000 DM um einen Glockenturm erweitert, der in Thomasberg gefertigt und von dort im Ganzen nach Aegidienberg transportiert worden war. Bei einer erneuten Kirchensanierung 1985 wichen die erst 1967 neu angebrachten Kirchenfenster größeren Exemplaren. 1992 erfuhr das Zentrum der Kirchengemeinde eine nochmalige Erweiterung um ein Pfarrhaus und 1998 um eine Kindertagesstätte. Die jüngste Umgestaltung der Kirche erfolgte im Zuge einer Sanierung und eines Innenumbaus von Herbst 2002 bis Frühjahr 2003.

## Architektur
Die Friedenskirche ist auf der Grundfläche eines gleichseitigen Dreiecks mit abgeschnittener Spitze (extremes Trapez) als Zeltdachkirche in einer Holzleimbinderkonstruktion ausgeführt. Von der tetraederförmigen Dachspitze wird das Dach weit in die Ecken heruntergezogen. Seit der Umgestaltung von 2002/03 ist die gesamte Inneneinrichtung der Kirche im Vergleich zum ursprünglichen Zustand um 180° gedreht: Anstelle des vormaligen Eingangsbereichs an der Spitze des Trapezes befinden sich jetzt die weiß lackierte Altarwand mit einem hellen Birken-Kreuz, der Altar mit angeschlossenem Ambo sowie in der Mitte des Kirchenraums das Taufbecken, und an die Stelle der bisherigen Altarwand trat der neue, mit der Orgel-Empore überbaute Eingangsbereich mit einer zweiflügeligen Doppeltür, die von schmalen bis zum Dach reichenden Fenstern eingefasst wird. Die Seitenwände sind bis zum holzgetäfelten Dach vollständig mit von quadratischen weißen Sprossen eingefassten Fenstern ausgefüllt, über die ein wiederum dreieckiges Vordach vorgezogen ist. Der Innenumbau erfolgte mit dem Ziel, den Eingang von der Straße zum platzähnlichen Mittelpunkt des Gemeindezentrums zu verlegen und diesen dadurch aufzuwerten. Die Stuhlreihen sind auf den Altar ausgerichtet. Sie bieten etwa 150 Personen Platz. Der Mittelgang mit dem Taufbecken wird im Allgemeinen großflächig freigehalten.:156
Der Glockenturm der Friedenskirche ist ein freistehender Holzschindelturm mit einer Höhe von 20 m. Er ist mit drei Glocken (dis2, fis2 und gis2) ausgestattet, welche auch fernbedient werden und seit 2002 mit Schindeln aus Alaska-Zeder eingedeckt. Sie tragen die Namen Johannes (Taufglocke), Petrus (Betglocke) und Paulus (Sterbeglocke).

## Orgel
1962 erhielt die Kirche eine aus Spenden von Gemeindemitgliedern finanzierte Orgel der Kölner Firma Willi Peter. 1977 führte die Firma Oberlinger einen Umbau, nahezu einen Neubau, der Orgel durch.
| Manual C–g3        |    |
| Gedackt (B/D)      | 8′ |
| Principal          | 4′ |
| Rohrflöte          | 4′ |
| Octave             | 2′ |
| Mixtur III         |    |
| Sesquialter II (D) |    |

| Pedal C–f1 |     |
| Subbass    | 16′ |

- Koppeln: Pedalkoppel[6]